# Verzetsmonument Kollumerpomp
Het verzetsmonument te Kollumerpomp is een monument ter nagedachtenis aan het Nederlands verzet in de Tweede Wereldoorlog. Het is - op grond van het opschrift aan de voorzijde - ook bekend onder de naam Aldfaers erf, wy weitsje oer dy (Fries voor Erf(goed) van onze voorouders, wij waken over je).

## Achtergrond
In de nadagen van de Tweede Wereldoorlog werd door de Binnenlandse Strijdkrachten in de nacht van 13 op 14 april 1945 de sluis Dokkumer Nieuwe Zijlen in bezit genomen en beveiligd. Zij bewaakten ook een nabijgelegen driesprong bij de Soensterdijk. Bij diverse gebeurtenissen die volgden, kwamen Pieter Postma, Gerrit Bleeker, Jacob de Graaf en Heine de Bruin om het leven. Aan Duitse zijde vielen 23 doden.
De Amsterdamse beeldhouwer Nico Onkenhout kreeg de opdracht een monument te ontwerpen, dat het Friese verzet verbeeldde. Hij had tijdens de oorlog enige tijd ondergedoken gezeten in de omgeving van Kollum. Onkenhout maakte een beeld van een Friese, zittende man, die met zijn rechterhand een geweer vasthoudt en zijn linkerhand beschermend legt op een kind dat voor hem staat. Het monument is geplaatst op de dijk bij de Lauwerszee en werd op 14 april 1950 door Harry Linthorst Homan, Commissaris van de Koningin in Friesland, onthuld. Deze locatie behoort officieel tot het grondgebied van Kollum en bevindt zich niet meer nabij zee.

## Beschrijving
Het monument bestaat uit een natuurstenen beeld van een zittende mannenfiguur, die in zijn rechterhand een geweer houdt. Zijn linkerhand rust op de schouder van het meisje dat tussen zijn knieën staat. Op de zetel is achterop de Nederlandse Leeuw afgebeeld, aan beide zijkanten van de stoel zijn het Wapen van Kollumerland en Nieuwkruisland en het wapen van Friesland aangebracht. De zuil waarop het beeld staat, is opgebouwd uit kloostermoppen.
Op de sokkel zijn naast de namen van de omgekomen Strijdkrachten een aantal teksten geplaatst, aan de linkerzijde: 

DEZE WORSTELING BEREIKTE EEN HOOGTEPUNT IN DE BEVRIJDINGSDAGEN 14-16 APRIL BIJ DE STRIJD OP DOKKUMER N. ZIJLEN

 en aan de achterzijde 

ZIJ STREDEN ALS FRIEZEN VOOR VRIJHEID, WAARHEID EN RECHT TER BEVRIJDING VAN HET VADERLAND 1940-1945

## Foto's

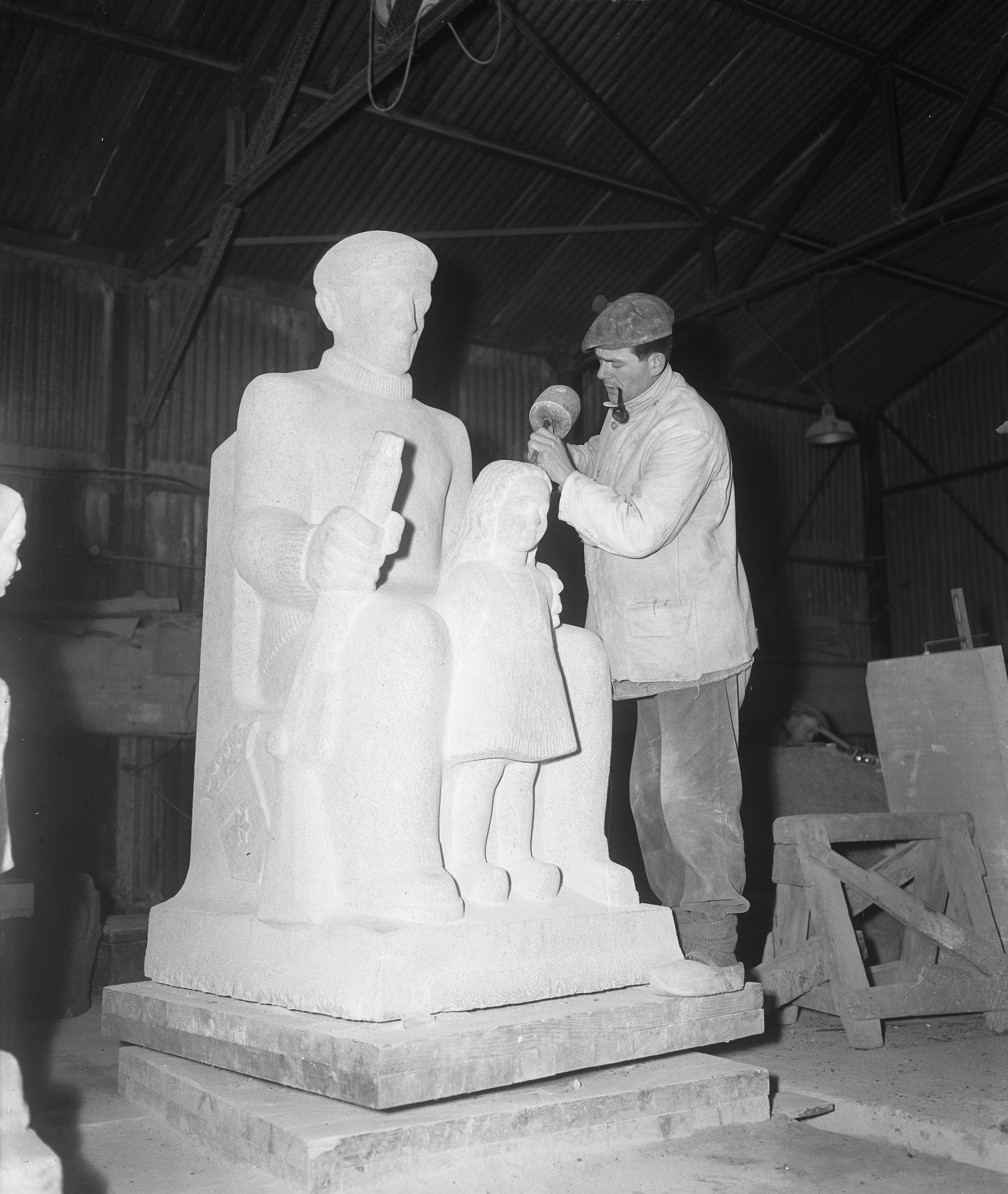
Onkenhout werkend aan het monument
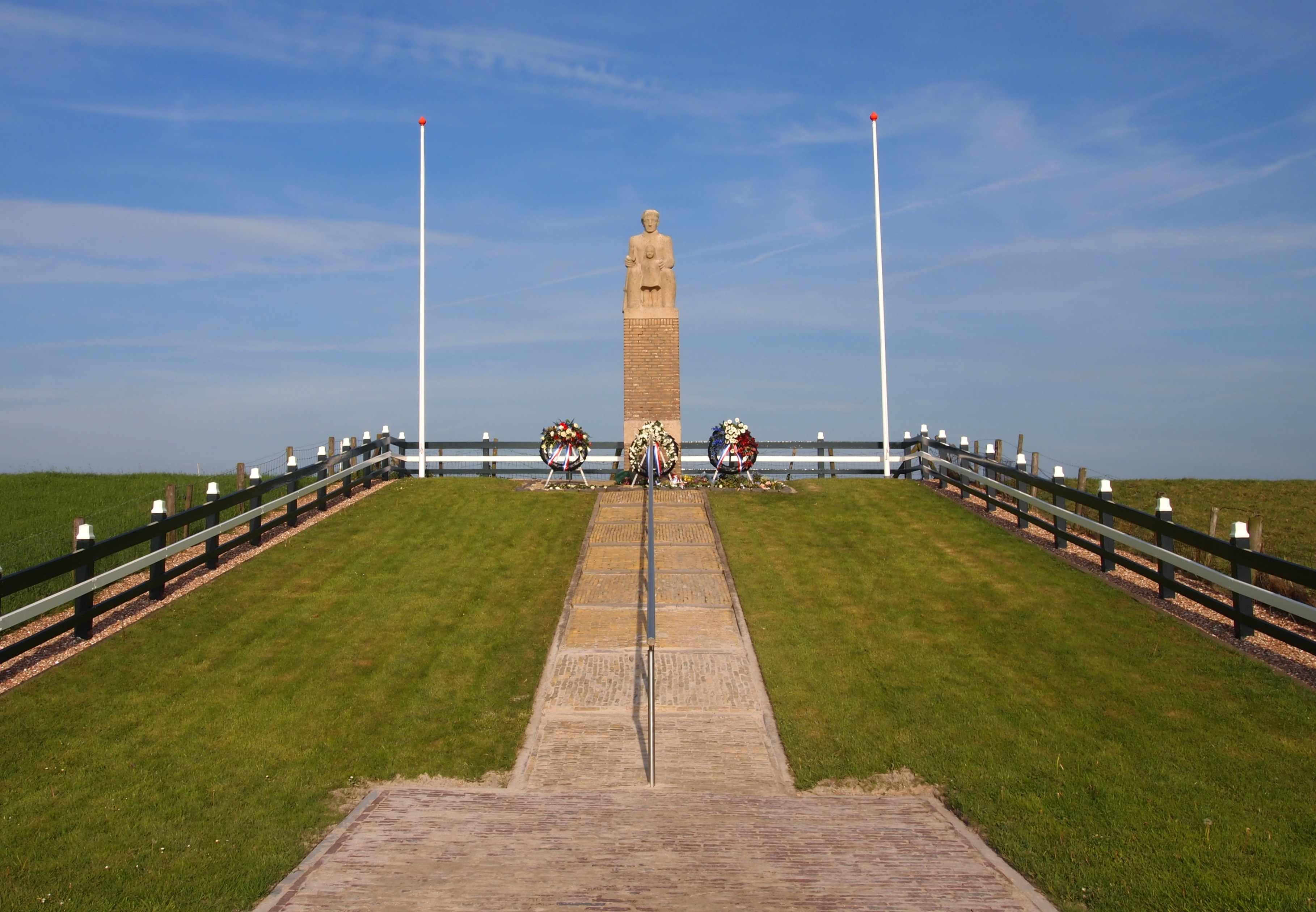
het monument op de dijk